# Ramachandrapuram (Godavari Orientale)
Ramachandrapuram è una suddivisione dell'India, classificata come municipality, di 41.279 abitanti, situata nel distretto del Godavari Orientale, nello stato federato dell'Andhra Pradesh. In base al numero di abitanti la città rientra nella classe III (da 20.000 a 49.999 persone).

## Geografia fisica
La città è situata a 16° 51' 0 N e 82° 1' 0 E e ha un'altitudine di 9 m s.l.m..

## Società

### Evoluzione demografica
Al censimento del 2001 la popolazione di Ramachandrapuram assommava a 41.279 persone, delle quali 20.663 maschi e 20.616 femmine. I bambini di età inferiore o uguale ai sei anni assommavano a 4.311, dei quali 2.228 maschi e 2.083 femmine. Infine, coloro che erano in grado di saper almeno leggere e scrivere erano 28.850, dei quali 15.211 maschi e 13.639 femmine.